# In eminenti
In eminenti est une bulle pontificale émise le 6 mars 1642 par le pape Urbain VIII, condamnant et mettant à l'Index l'Augustinus, ouvrage de Jansenius (1585-1638), évêque d'Ypres, publié en 1640, et œuvre fondatrice du jansénisme. 
Ce document fut longtemps considéré en France comme un faux, la publication de la bulle ayant été retardée jusqu'en janvier 1643. Les partisans de Jansénius au premier rang desquels Antoine Arnauld tirèrent parti de ce délai pour préparer la défense de l'Augustinus, ce qui préluda à la longue querelle du jansénisme.